# سواونو (شهرستان گنگزنو)
سواونو (به لهستانی:  Sławno) یک روستا در لهستان است که در گمینا کیشکووو واقع شده‌است. سواونو ۴۳۵ نفر جمعیت دارد.